# 982 Franklina
982 Franklina, asteroid glavnog pojasa. Otkrio ga je Harry Edwin Wood, 21. svibnja 1922.

## Vanjske poveznice
- Minor Planet Center